# Paris Saint-Germain Football Club 1970-1971
Questa voce raccoglie le informazioni riguardanti il Paris Saint-Germain Football Club nelle competizioni ufficiali della stagione 1970-1971.

## Stagione
Nella sua prima stagione dopo la fondazione (avvenuta per effetto della fusione del Paris Football Club e dello Stade Saint-Germain), il Paris Saint-Germain fu autorizzato a partecipare alla Division 2, vincendola dopo aver sconfitto il Lilla ai playoff.

## Maglie e sponsor
Il primo sponsor tecnico della società è Le Coq Sportif; la prima divisa è di colore rosso con bordi blu, mentre la seconda è interamente bianca. In due incontri è stata inoltre utilizzata una divisa di colore blu. Nelle gare di Coppa di Francia viene inoltre riportato il numero del giocatore sulla parte anteriore della maglia e lo sponsor S. Yorre.
| Casa | Casa (alternativa) | Trasferta | Trasferta (alternativa) | Terza | Terza (Coppa di Francia) |

## Rosa
| N. |                       | Ruolo | Calciatore              |
| -- | --------------------- | ----- | ----------------------- |
|    | Francia (bandiera)    | P     | Fabrice Py              |
|    | Francia (bandiera)    | P     | Camille Choquier        |
|    | Francia (bandiera)    | D     | Daniel Guicci           |
|    | Francia (bandiera)    | D     | Roland Mitoraj          |
|    | Francia (bandiera)    | D     | Jean Djorkaeff          |
|    | Francia (bandiera)    | D     | Pierre Phelipon         |
|    | Francia (bandiera)    | D     | Jean-Claude Fitte-Duval |
|    | Portogallo (bandiera) | C     | Fernando Cruz           |
|    | Francia (bandiera)    | C     | Dominique Delplanque    |
|    | Francia (bandiera)    | C     | Jean-Pierre Destrumelle |

| N. |                       | Ruolo | Calciatore         |
| -- | --------------------- | ----- | ------------------ |
|    | Francia (bandiera)    | C     | Alain Garrilière   |
|    | Jugoslavia (bandiera) | C     | Živko Lukić        |
|    | Francia (bandiera)    | C     | Bernard Béréau     |
|    | Francia (bandiera)    | C     | Bernard Guignedoux |
|    | Francia (bandiera)    | C     | André Piétrantoni  |
|    | Francia (bandiera)    | A     | Jean-Claude Bras   |
|    | Francia (bandiera)    | A     | Jean-Louis Brost   |
|    | Francia (bandiera)    | A     | Thierry Carré      |
|    | Francia (bandiera)    | A     | Jacques Rémond     |
|    | Francia (bandiera)    | A     | Michel Prost       |

## Risultati
Fonte:

### Division 1

#### Girone di andata
| 23 agosto 1970 1ª giornata | Poitiers | 1 – 1 | Paris Saint-Germain |  |

| 29 agosto 1970 2ª giornata | Paris Saint-Germain | 3 – 2 | Quevilly-Rouen |  |

| 13 settembre 1970 3ª giornata | Le Havre | 2 – 2 | Paris Saint-Germain |  |

| 20 settembre 1970 4ª giornata | Paris Saint-Germain | 2 – 0 | Caen |  |

| 26 settembre 1970 5ª giornata | Lorient | 0 – 0 | Paris Saint-Germain |  |

| 3 ottobre 1970 6ª giornata | Paris Saint-Germain | 2 – 1 | Brest |  |

| 10 ottobre 1970 7ª giornata | Bourges | 2 – 1 | Paris Saint-Germain |  |

| 18 ottobre 1970 8ª giornata | Le Mans | 0 – 0 | Paris Saint-Germain |  |

| 3 ottobre 1970 9ª giornata | Paris Saint-Germain | 0 – 2 | Châteauroux |  |

| 30 ottobre 1970 10ª giornata | Blois | 2 – 5 | Paris Saint-Germain |  |

| 7 novembre 1970 11ª giornata | Paris Saint-Germain | 3 – 0 | Montluçon |  |

| 29 novembre 1970 12ª giornata | Laval | 1 – 2 | Paris Saint-Germain |  |

| 6 dicembre 1970 13ª giornata | Paris Saint-Germain | 5 – 0 | Quimper Cornouaille |  |

| 20 dicembre 1970 14ª giornata | Limoges | 0 – 1 | Paris Saint-Germain |  |

| 26 dicembre 1970 15ª giornata | Paris Saint-Germain | 1 – 1 | Rouen |  |

#### Girone di ritorno
| 27 febbraio 1971 16ª giornata | Quevilly-Rouen | 0 – 0 | Paris Saint-Germain |  |

| 17 gennaio 1971 17ª giornata | Paris Saint-Germain | 1 – 0 | Le Havre |  |

| 24 gennaio 1971 18ª giornata | Caen | 1 – 2 | Paris Saint-Germain |  |

| 31 gennaio 1971 19ª giornata | Paris Saint-Germain | 2 – 1 | Lorient |  |

| 27 marzo 1971 20ª giornata | Brest | 1 – 1 | Paris Saint-Germain |  |

| 21 febbraio 1971 21ª giornata | Paris Saint-Germain | 4 – 0 | Bourges |  |

| 7 marzo 1971 22ª giornata | Paris Saint-Germain | 1 – 1 | Le Mans |  |

| 13 marzo 1971 23ª giornata | Châteauroux | 1 – 2 | Paris Saint-Germain |  |

| 20 marzo 1971 24ª giornata | Paris Saint-Germain | 1 – 0 | Blois |  |

| 4 aprile 1971 25ª giornata | Montluçon | 2 – 1 | Paris Saint-Germain |  |

| 17 aprile 1971 26ª giornata | Paris Saint-Germain | 1 – 0 | Laval |  |

| 22 maggio 1971 27ª giornata | Quimper Cornouaille | 1 – 1 | Paris Saint-Germain |  |

| 8 maggio 1971 28ª giornata | Paris Saint-Germain | 0 – 0 | Limoges |  |

| 15 maggio 1971 29ª giornata | Rouen | 1 – 3 | Paris Saint-Germain |  |

| 30 maggio 1971 30ª giornata | Paris Saint-Germain | 4 – 1 | Poitiers |  |

#### Spareggi
| 6 giugno 1971 1ª giornata | Monaco | 2 – 2 | Paris Saint-Germain |  |

| 12 giugno 1971 2ª giornata | Paris Saint-Germain | 4 – 2 | Lilla |  |

### Coppa di Francia
| 22 novembre 1970 Quinto turno | Dieppe | 0 – 1 | Paris Saint-Germain |  |

| 13 dicembre 1970 Sesto turno | Paris Saint-Germain | 1 – 0 | Etaples |  |

| 7 febbraio 1971 Ottavi di finale | Louhans-Cuiseaux | 2 – 1 | Paris Saint-Germain |  |

## Statistiche

### Statistiche di squadra
| Competizione     | Punti | Totale | Totale | Totale | Totale | Totale | Totale | DR  |
| Competizione     | Punti | G      | V      | N      | P      | Gf     | Gs     | DR  |
| ---------------- | ----- | ------ | ------ | ------ | ------ | ------ | ------ | --- |
| Division 2       | 45    | 30     | 17     | 11     | 2      | 52     | 23     | +29 |
| Coppa di Francia | -     | 3      | 2      | 0      | 1      | 3      | 2      | +1  |
| Totale           |       | 33     | 19     | 11     | 3      | 55     | 25     | +30 |

### Andamento in campionato
| Giornata  | 1 | 2 | 3 | 4 | 5 | 6 | 7 | 8 | 9 | 10 | 11 | 12 | 13 | 14 | 15 | 16 | 17 | 18 | 19 | 20 | 21 | 22 | 23 | 24 | 25 | 26 | 27 | 28 | 29 | 30 |
| --------- | - | - | - | - | - | - | - | - | - | -- | -- | -- | -- | -- | -- | -- | -- | -- | -- | -- | -- | -- | -- | -- | -- | -- | -- | -- | -- | -- |
| Luogo     | T | C | T | C | T | C | T | T | C | T  | C  | T  | C  | T  | C  | T  | C  | T  | C  | T  | C  | C  | T  | C  | T  | C  | T  | T  | C  | T  |
| Risultato | N | V | N | V | N | V | N | N | P | V  | V  | V  | V  | N  | N  | N  | V  | V  | V  | N  | V  | N  | V  | V  | P  | V  | N  | N  | V  | V  |
| Posizione | 7 | 5 | 6 | 4 | 5 | 1 | 4 | 3 | 6 | 5  | 2  | 2  | 1  | 1  | 1  | 1  | 2  | 1  | 1  | 1  | 1  | 1  | 1  | 1  | 1  | 1  | 1  | 1  | 1  | 1  |

Fonte:  Saison 1970-1971, su histoiredupsg.fr.
Legenda:

Luogo: C = Casa; T = Trasferta. Risultato: V = Vittoria; N = Pareggio; P = Sconfitta.

### Statistiche dei giocatori
| Giocatore        | Division 2 | Division 2 | Coupe de France | Coupe de France | Totale   | Totale |
| Giocatore        | Presenze   | Reti       | Presenze        | Reti            | Presenze | Reti   |
| ---------------- | ---------- | ---------- | --------------- | --------------- | -------- | ------ |
| B. Béréau        | 32         | 8          | 2               | 0               | 34       | 8      |
| J.C. Bras        | 29         | 9          | 3               | 0               | 32       | 9      |
| J.L. Brost       | 28         | 5          | 2               | 0               | 30       | 5      |
| T. Carré         | 6          | 0          | 1               | 0               | 7        | 0      |
| C. Choquier      | 29         | -?         | 3               | -?              | 32       | -?     |
| F. Cruz          | 24         | 0          | 3               | 0               | 27       | 0      |
| D. Delplanque    | 2          | 1          | 0               | 0               | 2        | 1      |
| J.P. Destrumelle | 28         | 0          | 2               | 1               | 30       | 1      |
| J. Djorkaeff     | 26         | 5          | 3               | 0               | 29       | 5      |
| J.C. Fitte-Duval | 24         | 0          | 1               | 0               | 25       | 0      |
| A. Garrillière   | 1          | 0          | 0               | 0               | 1        | 0      |
| D. Guicci        | 19         | 0          | 3               | 0               | 22       | 0      |
| B. Guignedoux    | 32         | 8          | 3               | 1               | 35       | 9      |
| Ž. Lukić         | 1          | 0          | 0               | 0               | 1        | 0      |
| R. Mitoraj       | 30         | 0          | 3               | 0               | 33       | 0      |
| P. Phelipon      | 4          | 0          | 0               | 0               | 4        | 0      |
| A. Piétrantoni   | 0          | 0          | 0               | 0               | 0        | 0      |
| M. Prost         | 32         | 10         | 3               | 0               | 35       | 10     |
| F. Py            | 3          | -?         | 0               | -0              | 3        | -0+    |
| J. Rémond        | 26         | 10         | 3               | 1               | 29       | 11     |